# Arado Ar 234
Arado Ar 234 je prvi ikada izgrađeni vojni zrakoplov bombarder s mlaznim motorom.

## Početak
Kada je 1941. godine ministarstvo zrakoplovstva Trećeg Reicha izdalo natječaj za izviđački avion s dometom od 2.150 km javila se samo kompanija Arado s projektom kodnog imena E.370. Iako je avion po ovom projektu imao domet od "samo" 2.000 km nemajući drugu mogućnosti ministarstvo je dodijelilo natječaj ovoj kompanije koja je bila zadužena da pod hitno izradi dva testna primjerka koja će ubrzo dobiti ime Ar 234. Iako su ovi primjerci bili dovršeni još 1941. godine motori Junkers Jumo 004 to nisu bili pa se moralo čekati njihov dovršetak. Zbog toga pokusni let aviona Ar 234 će se dogoditi tek 30. srpnja 1943. godine. U to doba glavna ideja vodilja Hitlera je bila vraćanje udarca saveznici za njihovo stalno bombardiranja Njemačke tako da nakon uspješnih testova on usporava daljnji razvoj aviona zahtijevajući da ga se mora izgraditi i u bombarderskoj varijanti. Dodatna otežavajuć okolnost za cijeli projekt postaje i srozavanje važnosti Ar 234 aviona tako da mu se krajem rata prestaju ugrađivati 2 motora Junkers Jumo 004 ( koji se ugrađuju u Me 262) i namjesto njih se ugrađuju 4 manje kvalitetna BMW 003.

## Korištenje
Arado Ar 234 se prvi put pojavljuje na bojnom polju tijekom listopada 1944. kada ga se koristi za izviđanje engleske obale zbog straha od potencijalnog amfibijskog napada na području Beneluksa.  U bombarderskom svojstvu verzija Ar 234b se koristi prvi put tijekom ofenzive u Ardenima. Naoružanje ove verzije aviona je bila jedna bomba od 500 kg za čiju ugradnju je trebalo praviti konstrukcijske promjene u originalnom projektu iz 1941. godine. Do kraja rata oni će se koristi u napadima po principu udri i bježi zahvaljujući svojoj velikoj brzini i mogućnošću leta na visinama izvan dohvata lovaca. Najpoznatija akcija ovih aviona je očajnički pokušaj da se sruši most kod Remagena preko kojega su saveznici prešli rijeku Rajnu. Općenito bez obzira na mizerni bombarderski rezultat ove aviona su voljeli njihovi piloti koji su bili oduševljeni brzinom i pokretljivost. S druge strane kada se ovaj avion koristi u izviđačke svrhe on je bio najbolji od svoje klase. Zbog njegovih letova na visinama od 9 ili 10 tisuća metara Ar 234 je bio praktički nevidljiv i osobama na tlu i radarima. Britancima je trebalo čak 2 mjeseca tijekom 1944. godine da otkriju kako Ar 234 vrši izviđačke letove nad Engleskom i to ne bi bilo otkriveno niti tada da je pilot imao ozbiljniji pristup svome poslu pošto je slučajno otkriven od savezničke eskadrile koja je bila na bombardiranju Njemačke. Odmah po otkriću njemački pilot je bio ubrzo i nestao, ali tajna je bila otkrivena tako da su saveznici dali ubrzo prioritet svojim napadima uništenje njegovih proizvodnih pogona. 

## Kraj rata
Kraj ovog rata će dočekati 210 aviona verzije Ar 234b i 14 njih verzije Ar 234c ( s 4 BMW motora ). Kao i za ostala čudesna oružja tako će i za ovaj avion nastati potraga po cijeloj okupiranoj Njemačkoj. Nekoliko primjeraka ovog aviona će biti testirano u SAD gdje se danas nalazi posljednji preživjeli primjerak. Sovjetski Savez je s druge strane uspio zarobiti samo jedan Ar 234 zbog posebne pažnje nacista da ne padne u njihove ruke. Kada je tijekom ožujka 1945. godine postalo jasno da će Crvena armija osvojiti tvornicu gdje se ovi avioni proizvode ona je bila potpuno uništena da se sakrije proizvodna tajna ovog aviona.

## Tehničke karakteristike (Ar 234B)
Osnovne karakteristike
- posada: 1
- raspon krila: 14,10 m
- površina krila: 26,40 m2
- visina: 4,30 m

Letne karakteristike
- najveća brzina: 742 km/h
- dolet: 1.100 km
- najveća visina leta: 10.000 m
- motor: 2× Junkers Jumo 004B-1 turbomlazna motora